# 范諸農
范諸農（はんしょのう、ベトナム語: Phạm Chư Nông、生年不詳 - 498年）は、チャンパ王国（林邑国）第3王朝の第5代国王（在位：492年 - 498年）。

## 生涯
范陽邁2世の孫。492年に衆人を率いて范当根純を討ち即位した。同年、南朝斉に遣使して武帝より持節・都督縁海諸軍事・安南将軍に任じられ、林邑王に封じられた。495年には鎮南将軍に任じられた。498年、斉に入朝しようとしたが、海上で暴風に遭って溺死した。

## 参考資料
- George Cœdès (May 1, 1968). The Indianized States of South-East Asia. University of Hawaii Press. ISBN 978-0824803681
- Geetesh Sharma (2010). Traces of Indian Culture in Vietnam. Rajkamal Prakashan. ISBN 978-8190540148
- 『南斉書』巻五十八 列伝第三十九 林邑国
- 『冊府元亀』巻九百六十三 封冊第一
- 『冊府元亀』巻九百六十八 朝貢第一

| スタブアイコン | サブスタブ | この項目は、まだ閲覧者の調べものの参照としては役立たない、人物に関連した書きかけの項目です。この項目を加筆・訂正などしてくださる協力者を求めています（P:人物伝/PJ:人物伝）。 |